# Diastasis des grands droits
 Mise en garde médicale

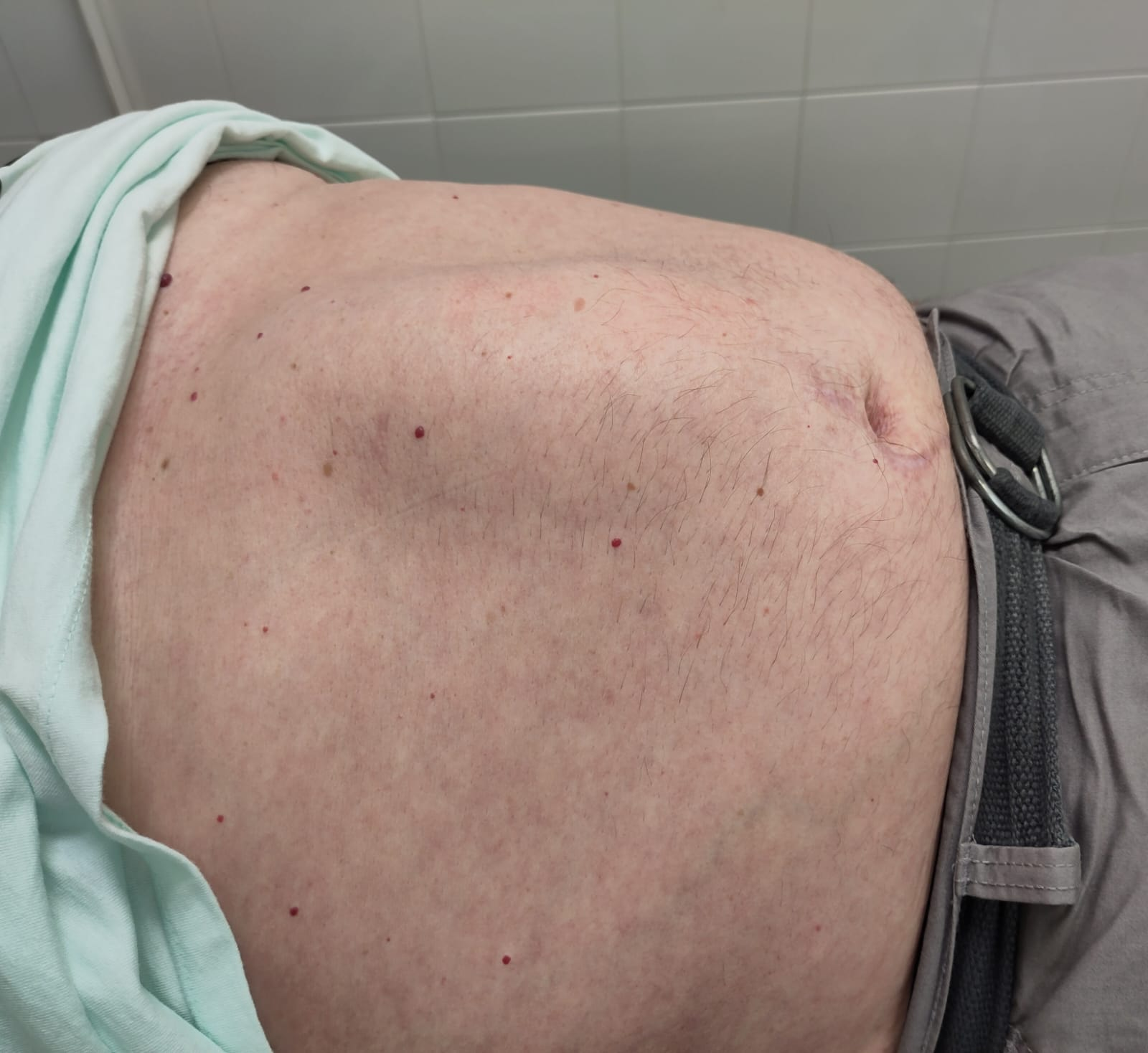

Le diastasis des grands droits ou séparation abdominale (en anglais et en latin : diastasis recti) est un trouble défini par la séparation du muscle abdominal droit entre ses parties gauches et droites. Normalement, les deux côtés du muscle sont joints au niveau de la ligne blanche de l'abdomen sur la ligne médiane du corps.
Le diastasis de ces muscles se produit principalement chez deux types de populations : les bébés et les femmes enceintes :
- chez les nouveau-nés, les grands droits ne sont pas complètement développés et peuvent ne pas être soudés ensemble sur la ligne médiane. Le diastasis des grands droits est plus fréquent chez les prématurés et les nouveau-nés afro-américains ;
- chez les femmes enceintes ou post-partum, la déformation est causée par l'étirement du muscle abdominal par l'utérus grandissant. Cela est plus fréquent chez les femmes multipares du fait d'épisodes répétés d'étirement. Lorsque le défaut apparaît pendant la grossesse, l'utérus peut parfois bomber au travers de la paroi abdominale sous la peau[1].

## Présentation
Un diastasis des grands droits peut créer une ligne de partage le long de la ligne médiane de l'abdomen, à n'importe quel niveau de l'os xiphoïde au nombril. Il devient plus proéminent à l'effort et peut disparaître lorsque les muscles abdominaux sont relâchés. Les bords médians des moitiés gauche et droite du muscle peuvent être palpés pendant une contraction du grand droit. Le diastasis peut être diagnostiqué par un examen physique et doit être différencié d'une hernie épigastrique, ou incisionnelle si le patient a eu une opération chirurgicale de l'abdomen. Les hernies peuvent être mises hors de cause par ultrason.
Chez le nourrisson, le diastasis résulte la plupart du temps d'un défaut mineur de la ligne blanche entre les muscles abdominaux. Ceci permet aux tissus de l'intérieur de l'abdomen de faire une hernie antérieure, et se manifeste comme un renflement sous la peau du ventre entre le nombril et l'os xiphoïde (au bas des côtes).

## Traitement
Aucun traitement n'est nécessaire pour les femmes aussi longtemps qu'elles sont enceintes. Chez les enfants, il peut y avoir des complications incluant le développement d'une hernie ombilicale ou ventrale, ce qui est rare et peut être corrigé par chirurgie.
Chez les adultes, le diastasis des grands droits peut dans certains cas être corrigé ou diminué à l'aide de la physiothérapie. Dans les cas extrêmes il est corrigé par une opération de chirurgie plastique, appelée « abdominoplastie », qui consiste à replier la ligne blanche et coudre ensemble les grands droits.